# Ítalo Foot Ball Club
O Ítalo Foot Ball Club foi um clube ítalo-brasileiro de futebol da cidade de São Paulo. Sendo um clube de imigrantes italianos e ítalo-brasileiros suas cores eram verde, vermelho e branco, em referência a bandeira da Itália.[carece de fontes?] A agremiação já foi extinta, mas faz parte da história do Futebol Paulista. Participou uma vez da Primeira Divisão (atual A-1) do Campeonato Paulista de Futebol, em 1916, e em 1917, 1919, 1920 a 1925 do Campeonato Paulista de Futebol - Série A2.

## Revelações
O Ítalo FC foi o clube responsável por revelar os "Irmãos Gambarotto" formado pelos irmãos Carlos Alberto Gambarotto (Gambarotta), Ítalo Gambarotto (Ítalo), Guido Gambarotto (Gambinha) e Leone Gambarotto (Leone), jogadores que marcaram época e se tornaram ídolos do Sport Club Corinthians Paulista nas décadas de 1920 e 1930.